# براندان ماكليود
براندان ماكليود (بالإنجليزية: Brendan McLeod)‏ (1979، أونتاريو في كندا)؛ روائي كندي.